# Frangepán Miklós
Frangepán IV. Miklós (horvátul: Nikola IV. Frankapan, 1352. október 17. után – 1432. június 26.) a Frangepán családból származó horvát főúr, Veglia, Modrus, Vinodol és Zengg grófja, 1426 és 1432 között horvát-dalmát bán. Családja legnagyobb birtokszerzője volt.

## Családja
Frangepán V. János horvát főúr, Veglia, Modrus, Vinodol és Zengg grófja, és Anna, VII. Meinhard görzi gróf lányának fiaként született 1352-ben. Háromszor nősült. Első felesége Garai Dorottya, Garai Miklós nádor nővére, második felesége Újlaki Márta, Újlaki Imre macsói bán lánya, és a leendő nagyhatalmú szlavón bán Újlaki Miklós unokatestvére, harmadik felesége pedig Blanca Sforza, a nagyhatalmú milánói hercegi család, a Sforzák leszármazottja volt. Összesen tizenegy gyermeke született, akiknek leszármazottai a család több fontos ágát (cetinai, ozalyi, trieszti és szluini) hozták létre. A tizenegy gyermek közül tíz fiú volt: VI. János (1405-1436), V. Miklós (?-1456), III. István (?-1484), György (csak 1416-ban említik), IX. Bertalan (?-1458), Zsigmond (?-1465), IV. Márton (1415-1479), IV. Dujam (1416-1487), I. András (1434-1439), VII. János (1424-1486).  Az egyetlen lányt Katalint csak 1416-ban említik, amikor Nelipić Iván legidősebb fiával jegyezték el. 

## Élete
Apja halála után 1393-ban örökölte a családi birtokokat, amelyeket anyjával, Annával együtt kezelt. 1394 májusában Zsigmond király megerősítette Modrus és Veglia grófjaként, egyúttal Arrabo grófjává nevezte ki. Még abban az évben Prodavizi Mikcstől megvásárolta az Ozaly melletti Ribnik várát. 1397-ben Zsigmond király neki és édesanyjának elzálogosította Ozaly várát. Zsigmond alattvalójaként a velenceiek többször is megtagadták tőle a különféle szolgálatokat és segítséget, László nápolyi király flottája pedig 1402-ben rajtaütött vegliai, zenggi és vinodoli birtokain. A zenggi egyházmegye patrónusaként nem volt hajlandó elfogadni a nápolyi ordinárius jelöltet, amiért IX. Bonifác pápa kiközösítéssel fenyegette meg. Egy rövid ideig Nápolyi Lászlóhoz közeledett, de 1403-ban ismét Zsigmond kegyeibe került. 1404-ben a rabiak élethossziglanra megválasztották grófjuknak. 1405 április 21-én feleségül vette Garai Dorottyát. 1406-ban Zsigmond király Cetin és Klokocs várait adományozta számára. Ebben az évben szövetséget kötött Nelipić Ivánnal, akivel vállalták, hogy együttműködnek a király javára. Ezért Nápolyi László minden tulajdonától megfosztotta, és okleveleiben Zengg, Veglia és Vinodol egykori grófjának nevezte. A Nelipićekkel kötött szövetséget 1411-ben fiának, VI. Jánosnak Ivaniš Nelipić lányával, Katarinával kötött eljegyzése erősítette meg.
1411-ben elzarándokolt a Szentföldre, 1412-ben pedig pálosokat hívott Crikvenicára, ahol megalapította a Szűz Mária kolostort. Az 1411–13-as magyar-velencei háború idején Zsigmond királyt támogatta, aki 1412-ben megerősítette családjának ősi, vegliai birtokában. 1418-ban szövetséget kötött a Habsburgokkal, amelyet 1432-ben tíz évre hosszabbítottak meg. Az újból kitört magyar-velencei háború során 1418–20-ben a velenceiek birtokait feldúlták. 1422-ben Cillei Frigyes feleségül vette Miklós unokatestvérét, Frangepán Erzsébetet és a hozomány fejében elfoglalta Vegliát, Terszatot, Bakar és Bribirt. Ez háborúhoz vezetett a Cilleiekkel, de 1424-ben a budai udvarban megbékéltek, és a vitatott birtokok Miklós fennhatósága alatt maradtak. Még ebben az évben húszezer dukátért felajánlotta a velenceieknek Veglia szigetét és Zengg városát tartozékaikkal együtt, hogy ebből a pénzből megvásárolja a Zsigmond király által felajánlott horvát bánságot. 
A velenceiek anyagi segítséget ajánlottak fel neki azzal a feltétellel, hogy megkapják Knin, Osztrovica és Vrlika várát is. 1426-ban Frangepán Miklós horvát-dalmát bán lett.  Zsigmond király 28.000 dukátért elzálogosította neki Bihács városát és vidékét, Sokolt, Ripačot, Čokát, Rmanjt, Knint, Labot, Vrlikát, Osztrovicát és Skradint, valamint Luka megyét, egész Poljicát és az összes horvátországi vlach területet, majd 1431-ben 14.000 dukátért újból megerősítette Miklóst birtokaiban. A család első tagja volt, aki 1428-ban már Frangepánnak kezdte nevezni magát („Nicolaus de Frangepanibus Veglie, Modrusie, Vinodolii, necnon Segnie, regnorum Dalmatie et Croatie banus”), 1430-ban pedig V. Márton pápa megerősítette rokonságát a régi római patrícius Frangipana családdal, akik az ősi Anicius nemzetségből származtatták magukat. Ennek megfelelően a családnak új családi címert alkotott. Frangepán Miklós 1432. június 26-án, hatalmának csúcsán halt meg.